# Cerise (cómic)
Cerise (en español: Cereza) es una superheroína ficticia que aparece en los cómics estadounidenses publicados por Marvel Comics, en particular los que presentan a Excalibur y otros libros de la franquicia X-Men. Apareció por primera vez en Excalibur # 47 (marzo de 1992).

## Biografía ficticia
Cerise es una extraterrestre del planeta Shaskofrugnon en el Imperio Shi'ar. Como ha revelado en su primera aparición, ella es la reserva genética de Subruki, Zarstock y Kuli Ka. Ella fue transportada accidentalmente a la Tierra después de desertar del brutal ejército del imperio, el Ghrand Jhar, negándose a disparar contra inocentes y como resultado causando la muerte de su tripulación. Se convirtió en miembro de Excalibur al encontrarse con ellos, y más tarde se involucró románticamente con Nightcrawler.
Junto a Excalibur, luchó contra las criaturas rocosas del Anti-Fénix. También luchó contra Necrom junto a Excalibur. Más tarde se encontró con Crazy Gang. Junto a Excalibur, fue atacada por Jamie Braddock y Sat-Yr-9, pero el equipo logró dominar a sus atacantes. Luego ayudó a Excalibur y los X-Men contra Troll Associates. Cerise y Nightcrawler se encontraron con el Caballero Errante. Luego fue atacada por los Centinelas y capturada por Nigel Orpington-Smythe. Luego conoció a Khaos, y junto a Khaos y Excalibur luchó contra su enemigo Ghath en su planeta Irth, e invitó a Khaos a unirse a Excalibur.
Durante la "Saga de Warpies", en la que se manipulaba a niños sobrehumanos, Cerise estaba desconcertada con el concepto de "niños". Shadowcat trató de explicarle cómo los bebés nacen y crecen para convertirse en adultos. Cerise revela que ella "emergió de la fuente" tal como es.
Finalmente, Cerise fue detenida por los Starjammers por sus crímenes contra el Imperio Shi'ar. Fue enviada a la prisión pan-dimensional de Krag, donde se reveló que había destruido el vehículo de reclutamiento Shi'ar (Ghrand Jhar) para evitar que llevara a cabo más actos de genocidio. Se vio obligada a matar al segundo Fang en combate personal. La emperatriz Shi'ar Lilandra perdonó a Cerise por sus crímenes, dadas las circunstancias, y le permitió cumplir su condena de prisión como asistente personal. El papel de Cerise en el Imperio Shi'ar es investigar los informes de brutalidad y violencia entre los funcionarios Shi'ar.
Durante el cruce de "Máxima seguridad" de 2000, Nightcrawler profesó en un momento que todavía la ama, pero en ese momento estaba planeando convertirse en un sacerdote católico y, por lo tanto, no podía reavivar su relación.
Cerise apareció en la historia de 2006 "Annihilation" como miembro de Graces, un grupo de mujeres guerreras, liderado por Gamora.

## Poderes y habilidades
Cerise es miembro de la raza alienígena Shi'ar, lo que hace que sus habilidades físicas sean algo más poderosas que las de un humano terrestre.
También tiene la capacidad de generar y manipular psiónicamente campos de energía de fuerza de luz de espectro rojo coherente. Puede proyectar la luz como un brillo simple o como explosiones de conmoción cerebral, o usarla para formar objetos "sólidos" como espadas, campos de fuerza, escudos, embudos y más. Incluso pudo hacer una armadura ligera que cubría a Nightcrawler mientras entrenaba con el Capitán Britania. Cerise puede crear una burbuja de luz coherente a su alrededor que puede levitar en el aire. Una vez incluso usó esta energía para volar a un Centinela roto con sus amigos adentro, a través del Océano Atlántico como un medio de disfraz. También puede volar de forma natural (sin utilizar sus campos de energía) y contener la respiración durante seis o siete minutos.
Cerise usa guantes que contienen conjuntos de sensores de banda ancha que le permiten buscar formas de vida específicas, energía y anomalías temporales / dimensionales en un área circundante. También llevaba un "traje de tránsito" que le permitía viajar a través del hiperespacio. Su equipo fue diseñado por científicos y artesanos Shi'ar.
Cerise es una guerrera excelente, ha recibido un entrenamiento de combate intensivo en el ejército Shi'ar y es una navegante de naves estelares entrenada. 

## Otras versiones
En la línea de tiempo futura vista en X-Men: El Fin, Cerise, un miembro de élite de la Guardia Imperial, es enviada por su emperatriz Lilandra encubierta como una esclavista azul para rescatar a Jean Grey. Mientras completa su misión de rescatar a Jean, su tapadera fue descubierta por Mr. Siniestro y su agente, Shaitan, la mató. En los años siguientes su sacrificio sería recordada por su ex amante y compañero de equipo de Excalibur Nightcrawler, quien honraría su muerte al nombrar a su propia hija, Cerise Wagner, como ella.